# 木子镇
木子镇，原为木子乡，是中华人民共和国四川省达州市达川区曾经下辖的一个镇。2019年12月，撤销木子镇，将其所属行政区域划归百节镇管辖。

## 行政区划
木子镇撤销前下辖以下地区：
街道社区、高东村、烂桥村、狮王村、内口村、大红村、长溪村、真山村、双修村、天马村、四岩村、杨柳村、工人村和水口村。